# Албачина-Борго Туфико (Анкона)
Албачина-Борго Туфико (итал. Albacina-Borgo Tufico) насеље је у Италији у округу Анкона, региону Марке.
Према процени из 2011. у насељу је живело 426 становника. Насеље се налази на надморској висини од 598 м.